# Wenus z Laussel

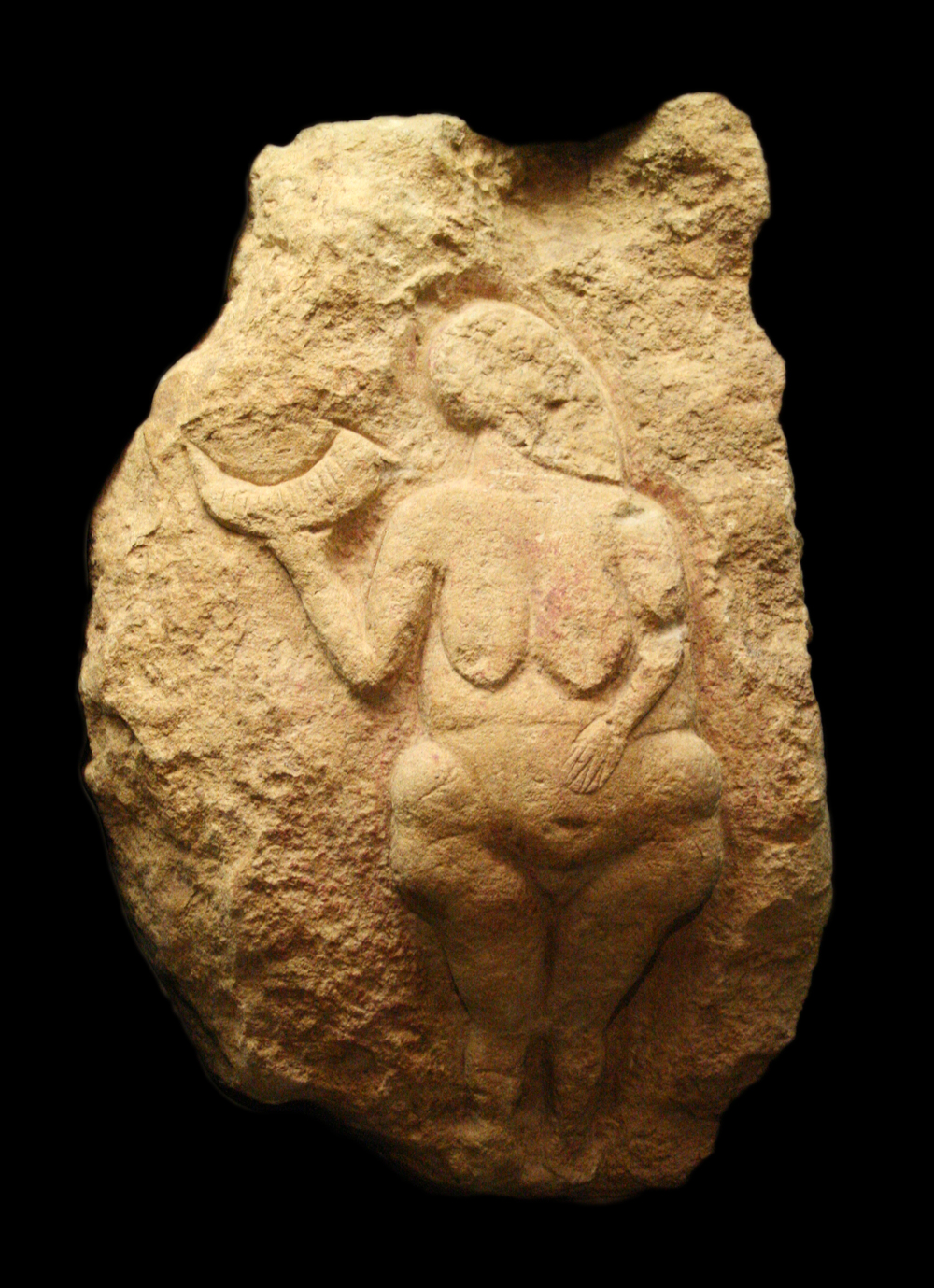
Wenus z Laussel, jedna z najstarszych personifikacji płodności. Musée d’Aquitaine, Bordeaux

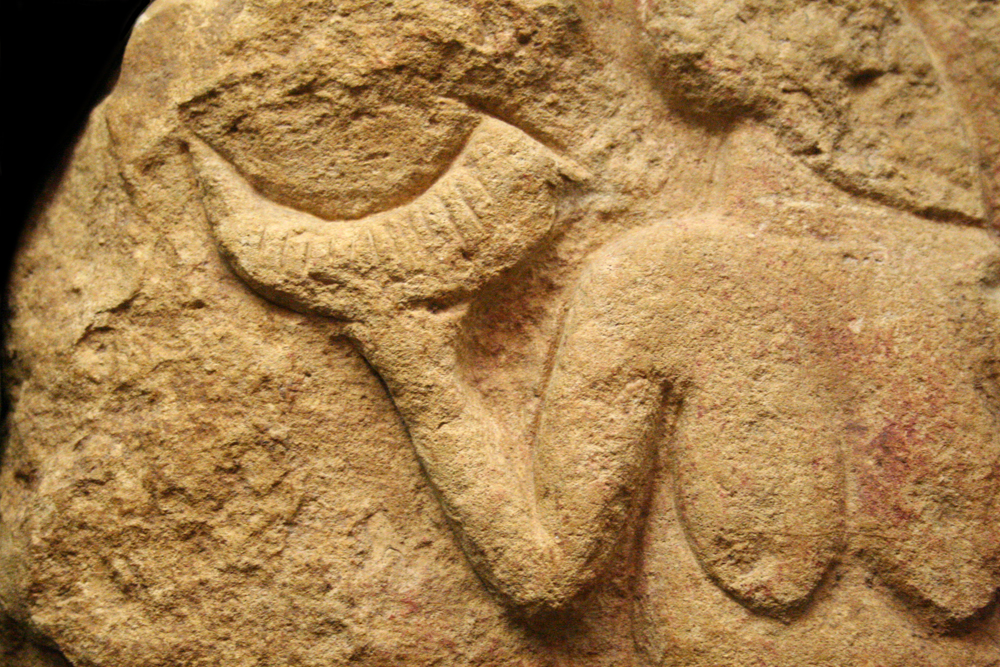
Detal: prawe ramię z rogiem żubra z 13 nacięciami

Wenus z Laussel, nazywana też (Wenus z rogiem: fr. Venus à la corne) – datowana na 25 000 lat p.n.e. lub 19 000 lat p.n.e. płaskorzeźba paleolitycznej Wenus wykonana z wapienia, o wysokości około 42 cm, przedstawiająca nagą postać kobiecą. Należy do znalezisk kultury graweckiej z okresu górnego paleolitu. Ta kultura archeologiczna występowała pomiędzy 30 000 a  20 000 lat p.n.e.

## Odnalezienie
Rzeźba została odnaleziona w 1911 na wielkim głazie skalnym, który stoczył się na występ skalny w Laussel w gminie Marquay (w departamencie Dordogne, Akwitania) przez lekarza-psychiatrę Jeana-Gastona Lalanne. W bezpośrednim sąsiedztwie znaleziono pięć fragmentów jednej płaskorzeźby: dwa pierwsze to realistyczne nagie postacie kobiece, jedna trzyma w prawej dłoni uniesiony róg, druga niezindentyfikowany przedmiot, dalej dwie inne, bardziej stylizowane postacie kobiece, oraz jedno przedstawienie mężczyzny, prawdopodobnie w czasie rzutu oszczepem.
W pobliżu Laussel znajduje się także jaskinia w Lascaux  z nieco młodszymi malowidłami z okresu kultury magdaleńskiej.
Obecnie rzeźba Wenus z Laussel wystawiona jest w Musée d’Aquitaine, w Bordeaux.

## Opis i znaczenie
Rzeźba związana jest bezpośrednio z kultem kobiety i płodności oraz matriarchatem. Nadmierna otyłość jest prawdopodobnie skutkiem częstej brzemienności. Choć tematycznie i chronologicznie rzeźba należy do wyobrażeń paleolitycznej „Wenus”, to nie jest, jak inne, pełną figurą, lecz wyrzeźbionym w wapieniu półreliefem (płaskorzeźbą), a właściwie rytem naskalnym. Figurka pierwotnie pomalowana była czerwoną ochrą, co można stwierdzić po śladach farby. W prawej ręce Wenus dzierży róg żubra, z 13 nacięciami, których liczbę interpretuje się jako liczba cykli menstruacyjnych w ciągu roku słonecznego, mająca także związek z liczbą miesięcy księżycowych. Róg symbolizuje księżyc. Widoczne są duże obwisłe piersi, pępek i brzuch z odsłoniętym sromem. Lewa ręka spoczywa na ciężarnym brzuchu (nawiązanie do związku płodności z cyklem menstruacyjnym). Głowa ma zniszczoną powierzchnię. Na prawym biodrze widoczny jest znak w kształcie litery Y.